# Torneo de Saint-Malo
El L'Open 35 de Saint-Malo es un torneo francés de tenis de mujeres jugado al aire libre pistas de tierra batida. El evento se actualizó del Circuito Femenino de la ITF a la serie WTA 125s en 2021. Se celebró en Dinan entre 1996 y 2007. El torneo se celebra desde 1996 y desde 2008 en Saint-Malo.

## Palmarés

### Individual femenino
| Año          | Campeona               | Finalista               | Resultado          |
| ------------ | ---------------------- | ----------------------- | ------------------ |
| 1996         | Selima Sfar            | Virginie Massart        | 6–4, 7–6           |
| 1997         | Émilie Loit            | Emmanuelle Curutchet    | 6–2, 7–6           |
| 1998         | Émilie Loit            | Élodie Le Bescond       | 6–1, 6–1           |
| 1999         | Lubomira Bacheva       | Stéphanie Foretz        | 6–2, 2–6, 6–1      |
| 2000         | Melanie Schnell        | Julia Vakulenko         | 2–6, 6–1, 6–2      |
| 2001         | Seda Noorlander        | Cătălina Cristea        | 6–4, 6–2           |
| 2002         | Émilie Loit            | Zuzana Ondrášková       | 6–2, 7–5           |
| 2003         | Eva Birnerová          | Zuzana Ondrášková       | 1–6, 6–2, 6–3      |
| 2004         | Timea Bacsinszky       | Tzipi Obziler           | 6–2, 6–1           |
| 2005         | Roberta Vinci          | Zuzana Ondrášková       | 7–5, 7–5           |
| 2006         | Timea Bacsinszky       | Yaroslava Shvedova      | 4–6, 7–5, 6–2      |
| 2007         | Maša Zec Peškirič      | Karin Knapp             | 6–4, 6–2           |
| 2008         | Stéphanie Cohen-Aloro  | Jelena Kostanić Tošić   | 6–2, 7–5           |
| 2009         | Arantxa Parra Santonja | Alexandra Dulgheru      | 6–4, 6–3           |
| 2010         | Romina Oprandi         | Alizé Cornet            | 6–2, 2–6, 6–2      |
| 2011         | Sorana Cîrstea         | Sílvia Soler Espinosa   | 6–2, 6–2           |
| 2012         | Maryna Zanevska        | Estrella Cabeza Candela | 6–2, 6–7(5–7), 6–0 |
| 2013         | Teliana Pereira        | Pauline Parmentier      | 6–2, 6–1           |
| 2014         | Carina Witthöft        | Alberta Brianti         | 6–0, 6–1           |
| 2015         | Daria Kasatkina        | Laura Siegemund         | 7–5, 7–6(7–4)      |
| 2016         | Maryna Zanevska        | Camilla Rosatello       | 6–1, 6–3           |
| 2017         | Polona Hercog          | Diāna Marcinkēviča      | 6–3, 6–3           |
| 2018         | Liudmila Samsonova     | Katarina Zavatska       | 6–0, 6–2           |
| 2019         | Varvara Gracheva       | Marta Kostyuk           | 6–3, 6–2           |
| 2020         | Nadia Podoroska        | Cristina Bucșa          | 4–6, 7–5, 6–2      |
| ↓ WTA 125s ↓ |                        |                         |                    |
| 2021         | Viktorija Golubic      | Jasmine Paolini         | 6–1, 6–3           |
| 2022         | Beatriz Haddad Maia    | Anna Blinkova           | 7–6(7–3), 6–3      |
| 2023         | Sloane Stephens        | Greet Minnen            | 6–3, 6–4           |
| 2024         | Loïs Boisson           | Chloé Paquet            | 4–6, 7–6(7–3), 6–3 |
| 2025         | Naomi Osaka            | Kaja Juvan              | 6–1, 7–5           |

### Dobles femenino
| Año          | Campeonas                                          | Finalistas                                                   | Resultado               |
| ------------ | -------------------------------------------------- | ------------------------------------------------------------ | ----------------------- |
| 1996         | Ariadne Katsouli Bérangère Quillot                 | Pavlina Bartůňková Alina Jidkova                             | 6–2, 6–2                |
| 1997         | Cécile de Winne Sophie Georges                     | Émilie Loit Laëtitia Sanchez                                 | 7–5, 6–2                |
| 1998         | Camille Pin Aurélie Védy                           | Tathiana Garbin Oana Elena Golimbioschi                      | walkover                |
| 1999         | Janette Husárová Rita Kuti-Kis                     | Rosa María Andrés Rodríguez María Desamparados Ramón Climent | 6–4, 6–2                |
| 2000         | Vanessa Henke Syna Schmidle                        | Stéphanie Foretz Patty Van Acker                             | 6–7(2–7), 6–4, 6–2      |
| 2001         | Eleni Daniilidou Caroline Schneider                | Vanessa Henke Syna Schmidle                                  | 6–3, 7–6(7–4)           |
| 2002         | Caroline Dhenin Émilie Loit                        | Yuliya Beygelzimer Patty Van Acker                           | 6–3, 6–1                |
| 2003         | Gabriela Navrátilová Michaela Paštiková            | Goulnara Fattakhetdinova Galina Fokina                       | 1–6, 6–2, 6–3           |
| 2004         | Darija Jurak Galina Voskoboeva                     | Goulnara Fattakhetdinova Anastasia Rodionova                 | 6–3, 6–2                |
| 2005         | Michaëlla Krajicek Ágnes Szávay                    | Yuliya Beygelzimer Sandra Klösel                             | 7–5, 7–5                |
| 2006         | Klaudia Jans Henrieta Nagyová                      | Mădălina Gojnea Agnieszka Radwańska                          | 3–6, 6–2, 6–4           |
| 2007         | Angelique Kerber Yvonne Meusburger                 | Stéphanie Foretz Aurélie Védy                                | 6–4, 6–7(6–8), 6–2      |
| 2008         | María José Martínez Sánchez Arantxa Parra Santonja | Renata Voráčová Anastasiya Yakimova                          | 6–2, 6–1                |
| 2009         | Timea Bacsinszky Tathiana Garbin                   | Andreja Klepač Aurélie Védy                                  | 6–3, retired            |
| 2010         | Petra Cetkovská Lucie Hradecká                     | Mariya Koryttseva Ioana Raluca Olaru                         | 6–4, 6–2                |
| 2011         | Nina Bratchikova Darija Jurak                      | Johanna Larsson Jasmin Wöhr                                  | 6–4, 6–2                |
| 2012         | Pemra Özgen Alyona Sotnikova                       | Aleksandrina Naydenova Teliana Pereira                       | 6–4, 7–6(8–6)           |
| 2013         | Elitsa Kostova Florencia Molinero                  | Kathinka von Deichmann Nina Zander                           | 6–2, 6–4                |
| 2014         | Giulia Gatto-Monticone Anastasia Grymalska         | Tatiana Búa Beatriz García Vidagany                          | 6–3, 6–1                |
| 2015         | Kristína Kučová Anastasija Sevastova               | Maria Marfutina Natalia Vikhlyantseva                        | 6–7(1–7), 6–3, [10–5]   |
| 2016         | Lina Gjorcheska Diāna Marcinkēviča                 | Alexandra Cadanțu Jaqueline Cristian                         | 3–6, 6–3, [10–8]        |
| 2017         | Diāna Marcinkēviča Daniela Seguel                  | Irina Bara Mihaela Buzărnescu                                | 6–3, 6–3                |
| 2018         | Cristina Bucșa María Fernanda Herazo               | Alexandra Cadanțu Diāna Marcinkēviča                         | 4–6, 6–1, [10–8]        |
| 2019         | Ekaterine Gorgodze Maryna Zanevska                 | Aliona Bolsova Tereza Mrdeža                                 | 6–7(8–10), 7–5, [10–8]} |
| 2020         | Paula Kania Katarzyna Piter                        | Magdalena Fręch Viktorija Golubic                            | 6–2, 6–4                |
| ↓ WTA 125s ↓ |                                                    |                                                              |                         |
| 2021         | Kaitlyn Christian Sabrina Santamaria               | Hayley Carter Luisa Stefani                                  | 7–6(7–4), 4–6, [10–5]   |
| 2022         | Eri Hozumi Makoto Ninomiya                         | Estelle Cascino Jessika Ponchet                              | 7–6(7–1), 6–1           |
| 2023         | Greet Minnen Bibiane Schoofs                       | Ulrikke Eikeri Eri Hozumi                                    | 7–6(9–7), 7–6(7–3)      |
| 2024         | Amina Anshba Anastasia Dețiuc                      | Estelle Cascino Carole Monnet                                | 7–6(9–7), 2–6, [10-5]   |
| 2025         | Maia Lumsden Makoto Ninomiya                       | Oksana Kaláshnikova Angelica Moratelli                       | 7–5, 6–2                |